# Grankulla
Grankulla (finska: Kauniainen, på lokalt slang Grani) är en stad i det finländska landskapet Nyland. Grankulla utgör en enklav i staden Esbo väster om Helsingfors. Grankulla har en yta på 6 km² och 10 396 invånare. Av dessa är 59,5 procent finskspråkiga och 34,1 procent svenskspråkiga. Staden har länge haft Finlands lägsta skattesats (16,5 % 2012), vilket lockat en del välbärgade till staden med följden att Grankulla genomsnittligt har de rikaste hushållen i Finland. Detta och 1900-talets villabebyggelse har gett Grankulla ett rykte som något slags Monaco i Helsingfors, eller Helsingfors Danderyd, som för övrigt är vänort med Grankulla.
Grankulla ingår i huvudstadsregionen.

## Namn
Namnet Grankulla är en sammansättning av orden gran och kulle och uppträder i sin nuvarande form sedan början av 1900-talet. Tidigare var orten känd under den dialektala formen Gränkull. Namnet Gränkull förekommer på moderna kartor som namnet på berget där Grankulla vattentorn finns. Det finska namnet på Grankulla, Kauniainen, kommer av namnet på en lägenhet, Kauniais, som funnits i Grankulla. Den har antagligen namngetts efter en gård nära Tammerfors. Det finska namnet Kauniainen härrör alltså inte från en felöversättning, vilket tidigare troddes vara fallet. Det finska namnet togs i bruk på 1930-talet och blev dåvarande köpingens officiella finska namn 8 april 1949.

## Historia

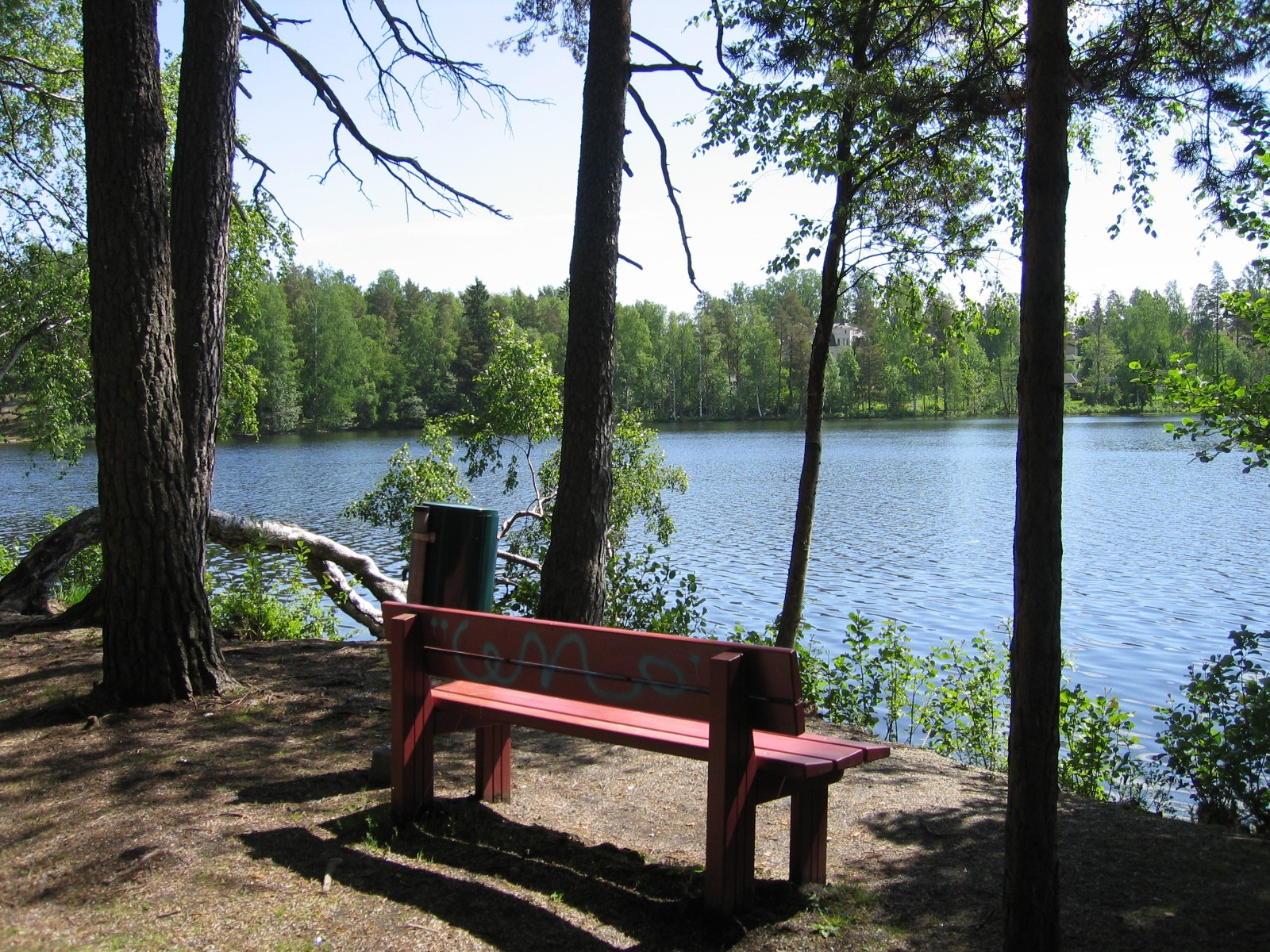
Gallträsk

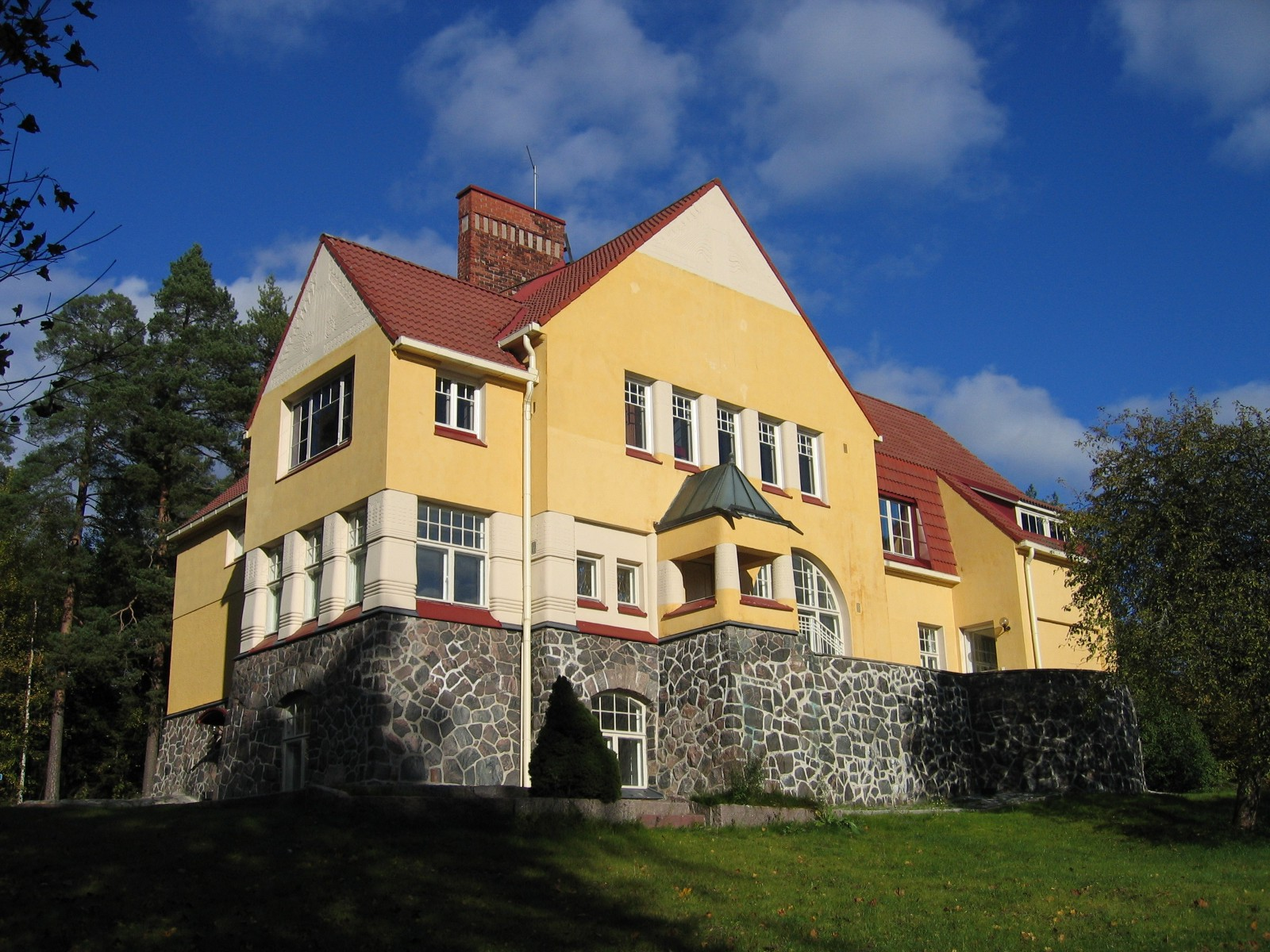
Villa Vallmogård är idag kulturcentrum

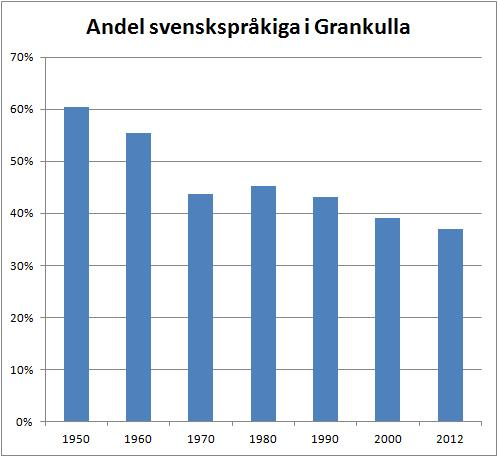
Andel svenskspråkiga i Grankulla 1950-2012. Källa: https://issuu.com/folktinget/docs/fisve2012-rapport

För 10 000 år sedan, när inlandsisen dragit sig undan, syntes endast de högsta höjderna i det som nu är Grankulla, som små skär i Yoldiahavet, bland annat Gränkull (67 m ö.h.), Kasaberget (64 m ö.h.), Kikarberget (fi. Kiikarivuori) och Tornberget (fi. Tornivuori). I och med landhöjningen blev dagens Grankulla för 4 000 år sedan en del av den inre skärgården och man har bland annat hittat keramikfynd från denna tidsperiod. Högst antagligen har det dock inte funnits fast bebyggelse i Grankulla förrän på 1800-talet. Idag ligger Grankulla flera kilometer från havet.
I början av 1900-talet utgjorde Grankulla utmarkerna i några Esbohemman och bestod av några enstaka torp. Namnet Grankulla var på den tiden känt som det mera dialektala Gränkull. Genom norra Grankulla slingrade sig landsvägen mellan Helsingfors och Åbo, idag känd som Gamla Åbovägen. En viktig händelse i Grankullas historia var 1904 när Grankulla järnvägsplattform inrättades på den nya Kustbanan Åbo-Helsingfors.
Det moderna Grankullas historia började 1906 när ett bolag, AB Grankulla, grundades, vars uppgift var att köpa upp mark och parcellera (stycka upp) det i villatomter, som på många andra ställen kring Helsingfors; Brändö, Haga, Alberga och Parkstad. På mötesprotokollet från grundandet kan man läsa: "Dr. Thurman anförde, hurusom det under senare tider blifvit allt vanligare att personer, som hade sitt arbete i Helsingfors, likväl af ekonomiska eller andra orsaker önskade vara bosatta utom stadens område samt pågrund häraf priset på jord i stadens närhet befann sig i stadigt stigande." Janne Thurman var primus motor för Grankullaprojektet och verkade aktivt i samhället i flera årtionden. Aktieägarna kunde vara nöjda med sin investering; insatsen var återförtjänad på ett år. Villaeran hade ändå inletts några år tidigare när byggmästarna Elia Heikel och Emil Lindstedt köpte upp området kring Gallträsk och uppförde de första villorna. I praktiken såldes inga tomter som var mindre än 3 000 kvadratmeter.
Eftersom moderkommunen Esbo inte visade mycket intresse för det nya samhället, var det bolaget som ansvarade för utvecklingen. Det lät bygga vägar, lobbade för att få en järnvägsstation (byggnaden färdigställdes 1908) och en polistjänst, grundade en skola, elektricitetsverk, etc. Först 1915, när Grankulla upphöjdes till samhälle med sammanträngd befolkning och därmed fick en begränsad självbestämmanderätt, avtog bolagets betydelse. Grankulla blev en kurort 1910 när ett aktiebolag öppnade Bad Grankulla, ritat av arkitekten Lars Sonck. Kuranstalten verkade fram till 1945, när den såldes till Krigsinvalidernas brödraförbund.
De första exakta befolkningsuppgifterna om Grankulla härstammar från 1917, då det fanns 1 647 invånare i samhället. 1920 blev Grankulla köping och frigjorde sig totalt från moderkommunen Esbo. Grankulla skilde sig också märkbart från det jordbruksdominerade Esbo, med en byggnadsplan, vägnätverk, villor och elektricitetsverk. Byggnadsordningen förbjöd industribyggnader och man ville bevara en idyllisk lantlig miljö. De flesta villor uppfördes i nyklassicism och det sena 1920-talets funktionalism. I slutet av 1920-talet började man upprätta en stadsplan. Förslaget var omstritt, speciellt gällande vägarna som man tyckte var alltför breda, och dessutom dog arkitekten mitt i processen. En kompromiss kunde godkännas först 1937. Från 1917 till 1939 ökade folkmängden endast med 10 %, medan den ökade märkbart genast utanför köpingens gränser.
Grankulla har varit officiellt tvåspråkig sedan 1936 och det finska namnet Kauniainen togs officiellt i bruk 1949 av köpingsfullmäktige. Redan på 1930-talet användes Kauniainen av posten och Statsjärnvägarna. I och med andra världskriget tog villaeran slut och byttes ut i  1940- och 1950-talens återuppbyggnad och sämre ekonomiska tider, samt stora kommunaltekniska behov.

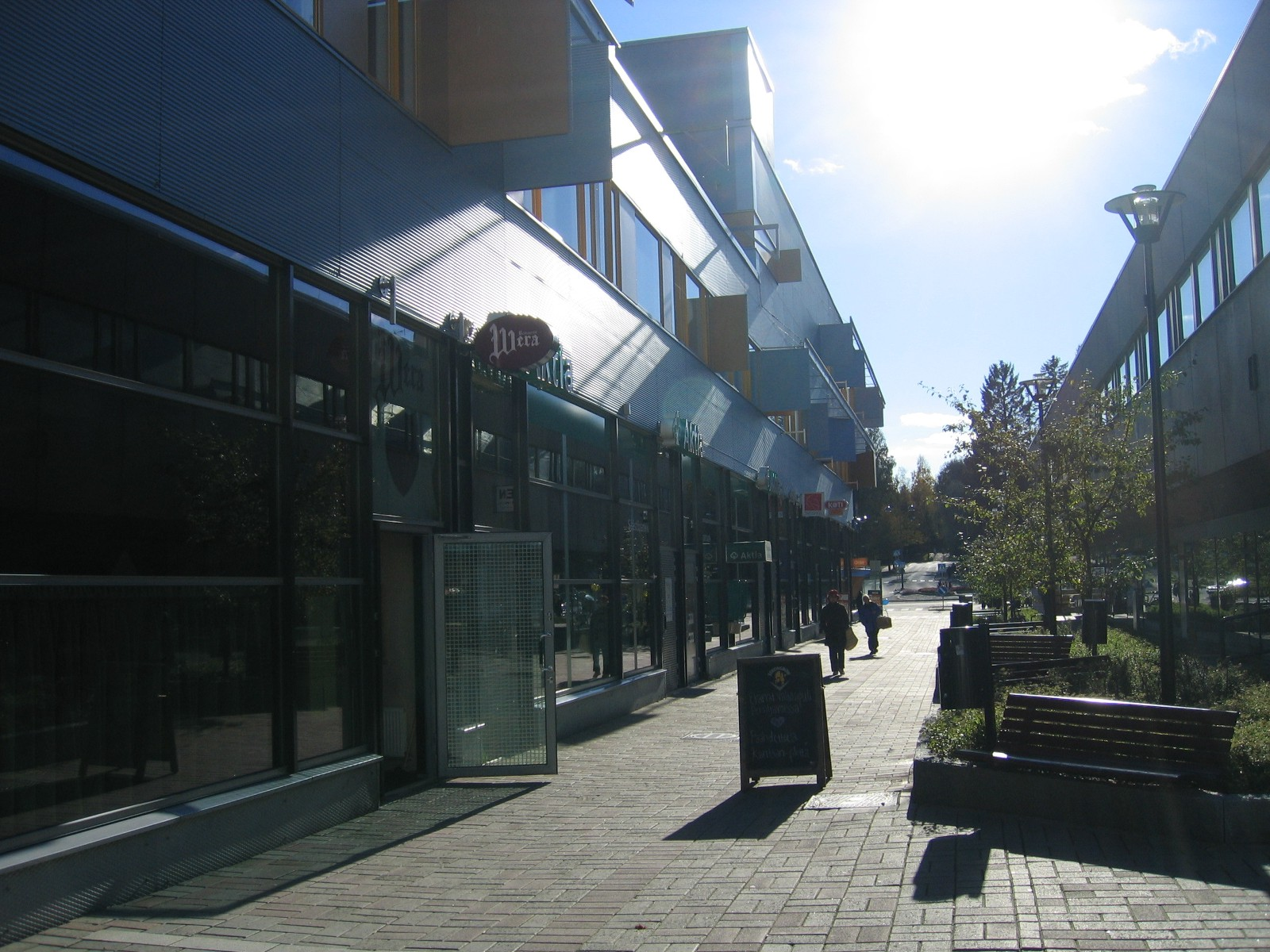
Grankulla nya köpcentrum till vänster, gamla till höger

Grankullas existens hotades av de kommunala plikterna och det ringa invånarantalet. På 1950-talet försökte man inkorporera en del närliggande områden av Esbo, men ansökan avslogs 1953. I stället inkorporerades Kasabergsområdet som köpingen köpt 1957. Köpingen gav i uppgift åt Otto-I. Meurman att göra upp en ny stadsplan. Han föreslog att man skulle bevara villakaraktären, men att invånarantalet skulle ökas från dåvarande 2 500 till 10 000 invånare. Man skulle ersätta de opraktiska villorna med moderna byggnader och bygga höghus. Ett nytt köpcentrum planerades också söder om järnvägsstationen med Vällingby som förebild. Planerna godkändes 1959 för Kasabergets del och 1961 och 1963 för övriga Grankulla. Köpcentret kunde invigas 1966. Senare har denna stadsplan kritiserats, eftersom den unika villamiljön splittrades och en betydande del av villorna revs. Man planerade också ett skidcentrum i Kasaberget av samma typ som Holmenkollen i Oslo, men planerna förverkligades aldrig. Numera är den delen av Kasaberget ett naturskyddsområde.
Invånarantalet växte snabbt; 1967 med till och med 25 procent. 1972 blev Grankulla upphöjd till stad och året därpå blev finskan majoritetsspråk. Staden hade då 6 400 invånare. Nu har det i tiderna moderna köpcentret ansetts fult och olämpligt i 20 år. Det lär vara ett av Finlands fulaste kommuncentrum. Staden ordnade en arkitekturtävling för centrumområdet 2001 och efter det började projektet med att ta fram en ny detaljplan för området. Byggandet kom i gång i december 2006 då den första gamla byggnaden revs.

## Stadsdelar
Administrativt delas Grankulla in i tre stadsdelar benämnda I, II och III. Det enda området som upplevs som en namngiven "stadsdel" är Kasaberget i västra Grankulla. Någon annan namngivning av olika bostadsområden förekommer inte på grund av stadens ringa storlek.

## Politik

### Mandatfördelning i Grankulla stad, valen 1976–2025
|  | 3 |  | 12 | 8 | 2 |

| 2 | 14 | 10 |  |

| 2 | 14 | 10 |  |

| 2 | 14 |  | 10 |

| 2 | 2 | 14 | 9 |

|  | 2 | 2 | 18 |  | 11 |

|  | 3 | 17 |  | 13 |

|  | 2 | 17 |  | 14 |

| 19 | 16 |

|  | 2 | 18 |  | 13 |

| 22 | 13 |

|  | 2 |  | 18 |  | 12 |

| 18 | 17 |

|  | 3 |  | 16 |  | 13 |

| 20 | 15 |

|  | 4 | 2 | 15 |  | 12 |

| 16 | 19 |

| 2 | 3 |  | 16 |  | 12 |

## Ekonomi och infrastruktur

### Näringsliv
De största arbetsgivarna i Grankulla är Grankulla stad, Kauniala krigsinvalidsjukhus, Arbetarakademin och Bibelinstitutet.

### Kommunikationer

#### Vägar
Grankulla har bra vägförbindelser i de flesta riktningar. I öst-västlig riktning passerar Åboleden söder om staden och Åbovägen norr om Grankulla. Byggandet av Åboleden spelade en viktig roll för inflyttningen på 1960-talet då Grankulla fick många nya invånare, som med hjälp av motorvägen snabbt kunde pendla in till Helsingfors centrum. I nord-sydlig riktning snuddar Ring II:an Grankullas östra hörn.
De interna vägarna som leder till och från Grankulla centrum är Grankullavägen från öster, Stationsvägen-Bembölevägen från väster, Helsingforsvägen från norr och Köpingsvägen från söder.

#### Kollektivtrafik
Den viktigaste formen av kollektivtrafik i Grankulla är tågtrafiken som kör längs med Kustbanan Åbo-Helsingfors. Järnvägen har genom tiderna varit viktig för Grankullas utveckling som en förstad till Helsingfors. Avgångar sker under dagen med 15 minuters mellanrum med tåg som har beteckningarna X, U, E, Y och L och resan in till Helsingfors centrum tar under 20 minuter. Tågen stannar, förutom i Grankulla centrum, också i Björkgård i västra Grankulla.
Det finns två regionala busslinjer som går till Helsingfors och en del interna Esbolinjer som knyter samman Grankulla med andra områdescentra i Esbo.

## Demografi

### Befolkningsutveckling
| Befolkningsutvecklingen i Grankulla stad 1975–2020                                                           | Befolkningsutvecklingen i Grankulla stad 1975–2020 | Befolkningsutvecklingen i Grankulla stad 1975–2020 | Befolkningsutvecklingen i Grankulla stad 1975–2020 | Befolkningsutvecklingen i Grankulla stad 1975–2020 |
| --- | -------------------------------------------------- | -------------------------------------------------- | -------------------------------------------------- | -------------------------------------------------- |
| |                                                    |                                                    |                                                    |                                                    |
| År |                                                    |                                                    | Folkmängd                                          |                                                    |
| 1975 | 1975                                               |                                                    | 6 915                                              |                                                    |
| 1980 | 1980                                               |                                                    | 7 203                                              |                                                    |
| 1985 | 1985                                               |                                                    | 7 746                                              |                                                    |
| 1990 | 1990                                               |                                                    | 7 889                                              |                                                    |
| 1995 | 1995                                               |                                                    | 8 298                                              |                                                    |
| 2000 | 2000                                               |                                                    | 8 532                                              |                                                    |
| 2005 | 2005                                               |                                                    | 8 457                                              |                                                    |
| 2010 | 2010                                               |                                                    | 8 689                                              |                                                    |
| 2015 | 2015                                               |                                                    | 9 486                                              |                                                    |
| 2020 | 2020                                               |                                                    | 10 178                                             |                                                    |
| Anm: Uppgifterna avser förhållandena den 31 december nämnda år enligt områdesindelningen den 1 januari 2022. |                                                    |                                                    |                                                    |                                                    |

### Språk
Befolkningen efter språk (modersmål) den 31 december 2022. Finska, svenska och samiska räknas som inhemska språk då de har officiell status i landet. Resten av språken räknas som främmande. För språk med färre än 10 talare är siffran dold av Statistikcentralen på grund av sekretesskäl.
| Språk                        | Talare 2022-12-31 | Talare 2022-12-31 |
| Språk                        | Antal             | Andel (%)         |
| ---------------------------- | ----------------- | ----------------- |
| Hela befolkningen            | 10 284            | 100,0             |
| Inhemska språk totalt        | 9 269             | 90,1              |
| Finska                       | 6 107             | 59,4              |
| Svenska                      | 3 159             | 30,7              |
| Samiska                      | 3                 | 0,0               |
| Främmande språk totalt       | 1 015             | 9,9               |
| Engelska                     | 105               | 1,0               |
| Estniska                     | 104               | 1,0               |
| Ryska                        | 100               | 1,0               |
| Arabiska                     | 94                | 0,9               |
| Kinesiska                    | 77                | 0,7               |
| Persiska                     | 62                | 0,6               |
| Kurdiska                     | 58                | 0,6               |
| Annat språk                  | 35                | 0,3               |
| Swahili                      | 32                | 0,3               |
| Albanska                     | 28                | 0,3               |
| Tyska                        | 28                | 0,3               |
| Spanska                      | 27                | 0,3               |
| Somaliska                    | 27                | 0,3               |
| Tagalog                      | 15                | 0,1               |
| Nederländska                 | 14                | 0,1               |
| Thailändska                  | 14                | 0,1               |
| Portugisiska                 | 12                | 0,1               |
| Polska                       | 11                | 0,1               |
| Språk med färre än 10 talare | 172               | 1,7               |

|  | Finska (59,4 %) |

|  | Svenska (30,7 %) |

|  | Samiska (0,0 %) |

|  | Främmande språk (9,9 %) |

|  | Finska (59,4 %) |

|  | Svenska (30,7 %) |

|  | Samiska (0,0 %) |

|  | Främmande språk (9,9 %) |

## Service
Grankulla erbjuder ett mer eller mindre komplett utbud kommunal service på stadens område. Jämfört med stadens ringa storlek och invånarantal är utbudet ansenligt, speciellt gällande sportanläggningar. I Grankulla finns det:
- ett seglingssällskap (för optimistjollar på Gallträsk)
- musikinstitut
- medborgarinstitut
- konstskola
- bibliotek
- 6 skolor fördelade på två språk (finska och svenska) och tre stadier (lågstadium, högstadium och gymnasium)
- flera barnträdgårdar
- hälsocentral
- FBK (frivillig brandkår)

## Utbildning
Grankulla erbjuder grundläggande skolutbildning för elever i årskurserna 1-9 och gymnasieutbildning. Det finns två lågstadier, högstadier och gymnasier, vilka utgör totalt 6 läroinrättningar. Undervisning på finska erbjuds i Mäntymäen koulu (årskurs 1-6), Kasavuoren koulu (årskurs 7-9) och Kauniaisten lukio (gymnasieutbildning). Svenskspråkig undervisning erbjuds å sin sida i Granhultsskolan (årskurs 1-6), Hagelstamska skolan (årskurs 7-9) och Gymnasiet Grankulla Samskola (gymnasieutbildning). 

## Kultur

### Lokaltidningar
Lokaltidningen KaunisGrani utkommer med 15 nummer per år. Tidningen är tvåspråkig, vilket i praktiken betyder att varje artikel finns både på finska och på svenska, förutom debattartiklarna som är skrivna på det språk skribenten valt. KaunisGrani är en gratistidning som delas ut till alla hushåll i Grankulla med omnejd. Den finskspråkiga gratistidningen Länsiväylä skriver om händelser i Esbo, Kyrkslätt och Grankulla och kommer ut tre dagar i veckan.

### Sevärdheter
Inga verkligt speciella, utom villamiljön i sig. Bland villorna kan nämnas Villa Gahmberga, Villa Heikel, Villa Vallmogård och Villa Junghans som alla är i stadens ägo. I f.d. Bad Grankulla fungerade från 1945 Kauniala krigsinvalidsjukhus. Sedan år 2006 ägs fastigheten av Vanda stad, som bedriver rehabilitering och långvård i den tidigare kuranstalten.

### Idrott
Grankulla har ett mycket stort utbud sportanläggningar och staden har varit aktiv när det gällt att finansiera sporten. Det finns juniorverksamhet inom de flesta grenar, med Grankulla IFK (GrIFK) som största förening. GrIFK grundades 1925 och verkar i dag inom ishockey, fotboll, handboll, innebandy och alpin skidsport. Idrottsföreningen är framgångsrik på nationellt plan inom alpinsport och handboll.
I staden finns även:
- simhall
- ishall
- slalombacke, Granibacken
- vinteruppvärmd fotbollsplan, Vinterplan
- liten friidrottsstadion
- bollhall insprängd i berget (fungerar också som skyddsrum vid behov)
- konditionsbana 2,5 km

## Kända personer från Grankulla
- Isac Elliot, finsk skådespelare, låtskrivare, dansare och sångare
- Marcus Grönholm, rallyförare
- Janne Thurman, samhällets grundare
- Paul Rönn, finansman, investerare och fastighetsmäklare

## Bilder från Grankulla

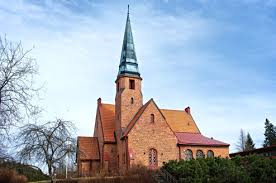
Bethlemenkyrkan i Grankulla (1917)
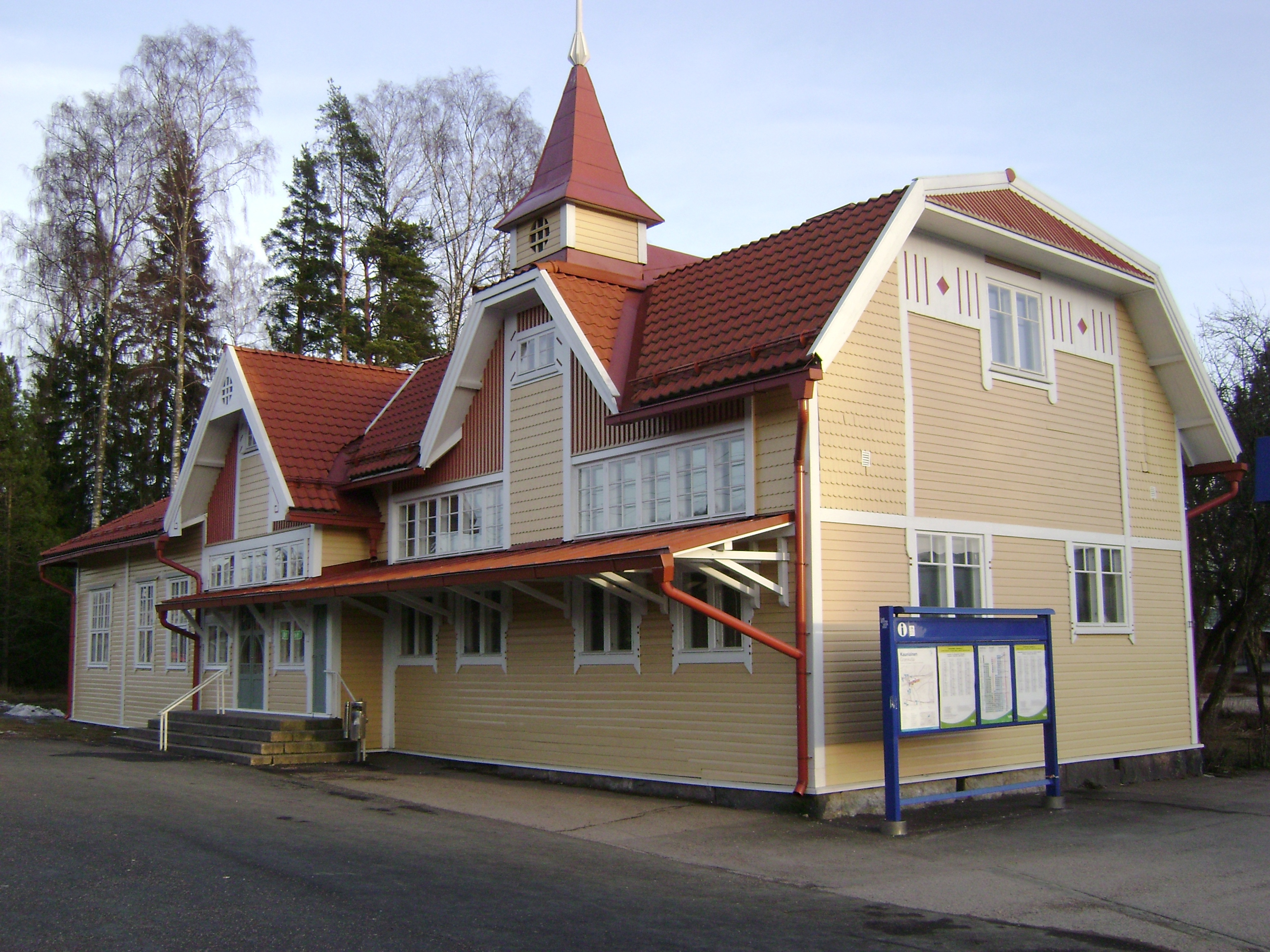
Grankulla järnvägsstation
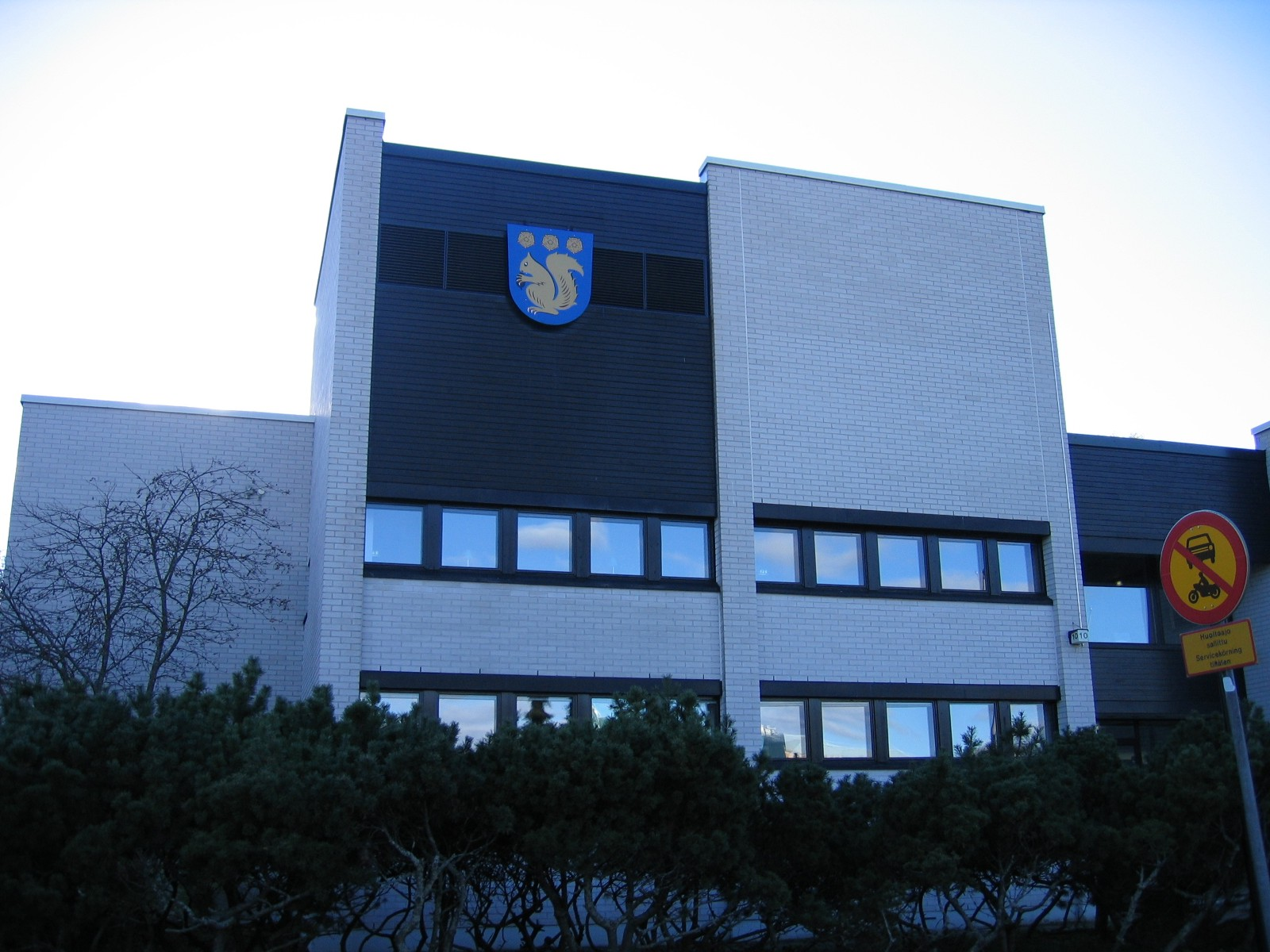
Grankulla stadshus (1978)
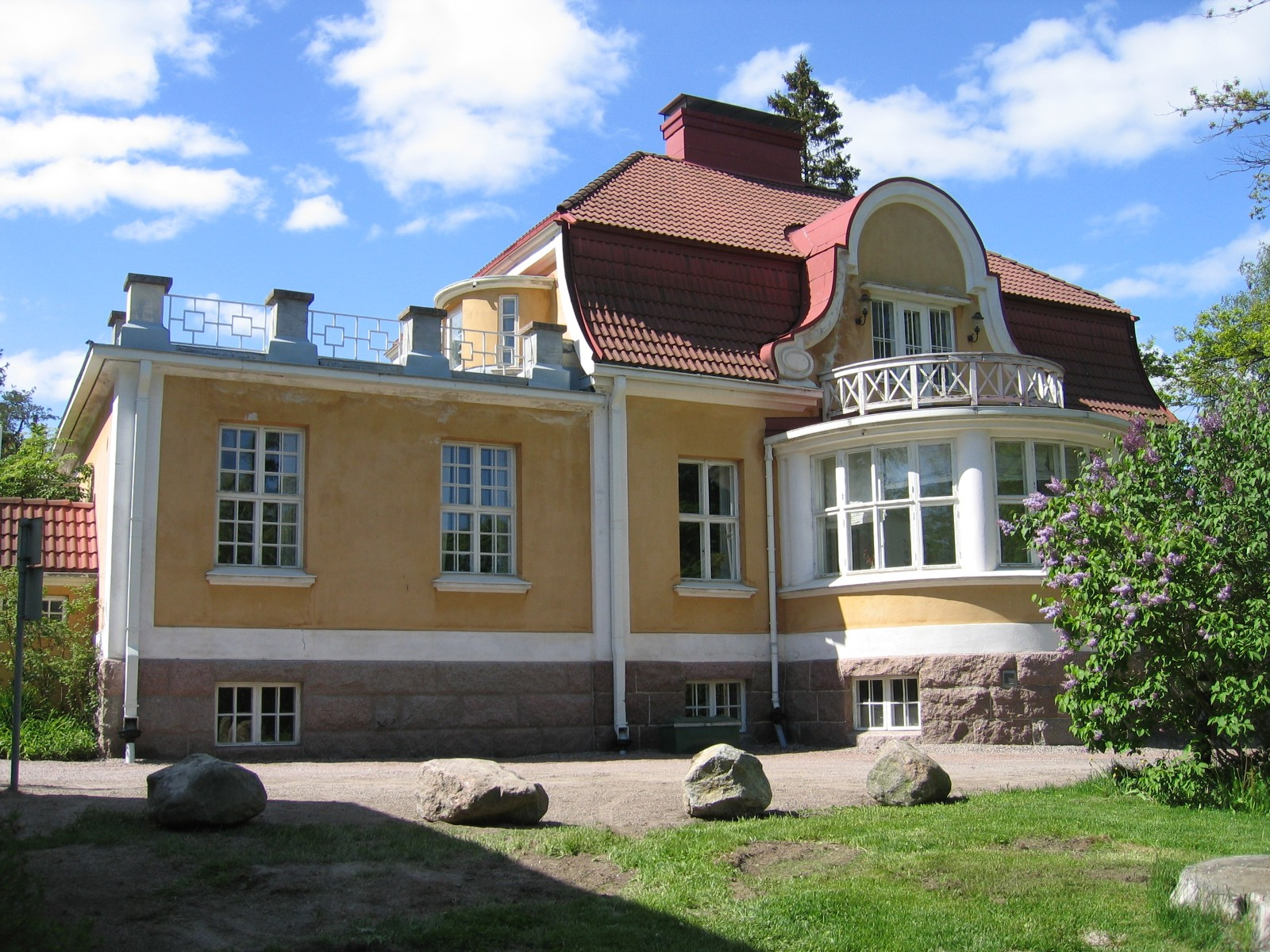
Villa Junghans (1916)
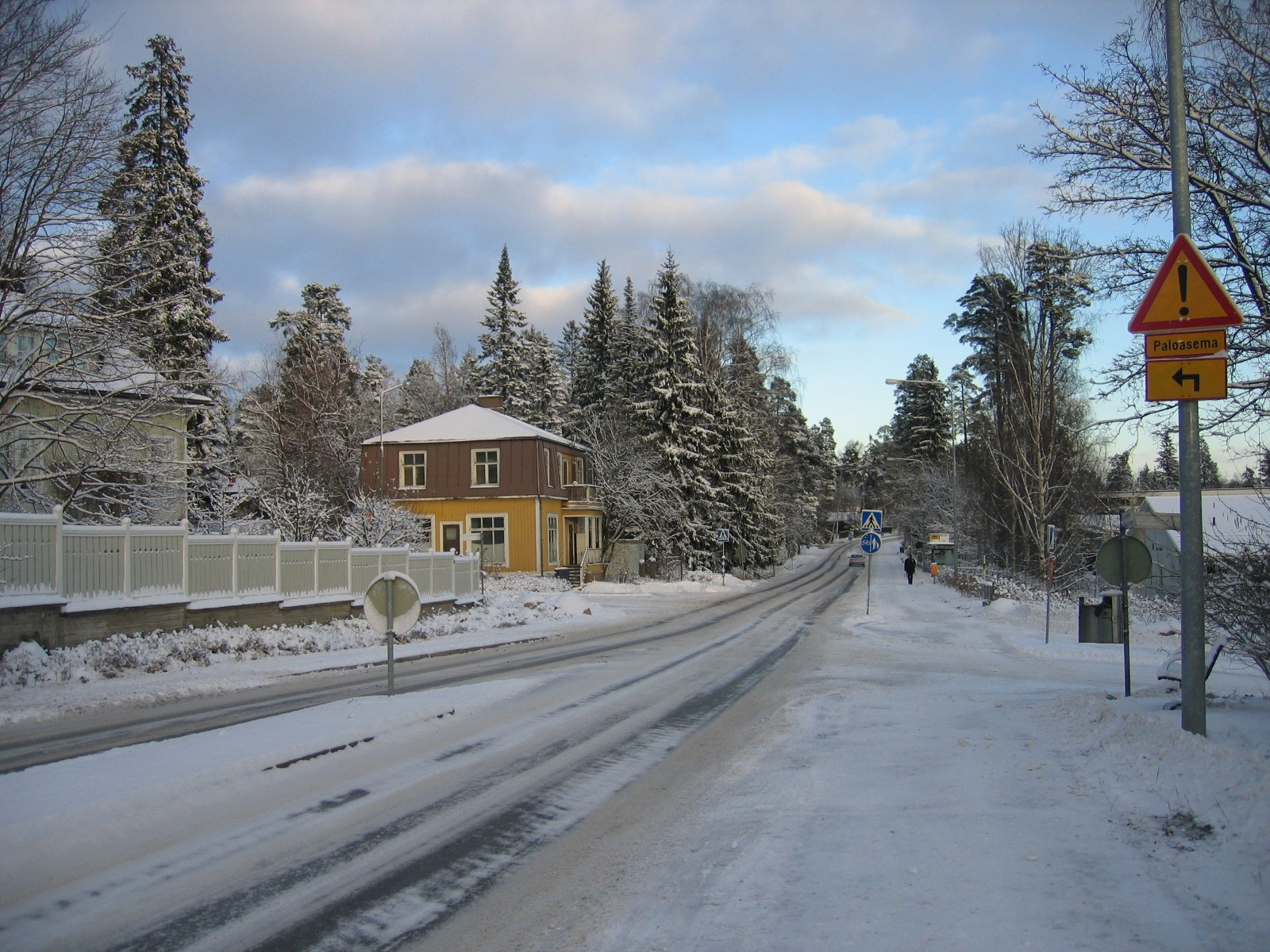
Bredavägen om vintern